# Brian Hall (acteur)
Brian Charles Hall (Brighton, Engeland, 20 november 1937 – Worthing, Sussex, Engeland, 17 september 1997) was een Brits acteur, die onder meer de rol van chef-kok Terry speelde in de tweede reeks van de succesvolle serie Fawlty Towers. Verder speelde hij PC Drake in de Z Cars-spin-off Softly Softly.
Hall overleed aan kanker.

## Filmografie
- Law and Disorder (televisieserie) – George Romford (afl. A Slip of the Pen, 1994)
- Birds of a Feather (televisieserie) – Warder Flowers (afl. Non-Starter, 1993)
- Rumpole of the Bailey (televisieserie) – Fred Bry (afl. Rumpole and the Reform of Joby Jonson, 1992)
- The Upper Hand (televisieserie) – Ernie (afl. Sex, Lies and Exercise Tape, 1992)
- 2point4 Children (televisieserie) – Buurman (afl. Leader of the Pack, 1991)
- Smack and Thistle (televisiefilm, 1991) – Detective
- El C.I.D. (televisieserie) – Dixon (afl. All Grown Up and Nowhere to Go, 1991)
- The Grass Arena (1991) – George
- Boon (televisieserie) – Freddy Tucker (afl. Do Not Forsake Me, 1989)
- Saracen (televisieserie) – Harris (afl. Crossfire, 1989)
- London's Burning (televisieserie) – Motorrijder (afl. 2.3, 1989)
- The Bill (televisieserie) – Linker bagagedrager (afl. The Visit, 1989)
- Tumbledown (televisiefilm, 1989) – Wentworth, Leider Squadron
- The Little and Large Show (televisieserie) – Rol onbekend (afl. 13 februari 1988)
- You Must Be the Husband (televisieserie) – Pat (afl. onbekend, 1987-1988)
- Worlds Beyond (televisieserie) – Rol onbekend (afl. The Black Tomb, 1987)
- Big Deal (televisieserie) – Rol onbekend (afl. Deals on Wheels, 1986)
- Up the Elephant and Round the Castle (televisieserie) – Brian de barman (1983-1985)
- C.A.T.S. Eyes (televisieserie) – Tarrant (afl. Cross My Palm with Silver, 1985)
- Terry and June (televisieserie) – Bernie (afl. The Artistic Touch, 1983)
- Bergerac (televisieserie) – Sam (afl. Unlucky Dip, 1981)
- Break in the Sun (televisieserie) – Eddie Green (6 afl. 1981)
- The Long Good Friday (1980) – Alan
- McVicar (1980) – Terry Stokes
- Buccaneer (televisieserie) – Pete (afl. Reluctant Hero, 1980|Albatross, 1980|Feet of Clay, 1980|A No Go Item, 1980)
- Sweet William (1980) – Rol onbekend
- Minder (televisieserie) – Alan (afl. You Gotta Have Friends, 1980)
- Fawlty Towers (televisieserie) – Terry (6 afl., 1979)
- The Professionals (televisieserie) – Sam Burton (afl. Not a Very Civil Civil Servant, 1978)
- Out (miniserie, 1978) – Taxi-chauffeur
- Rumpole of the Bailey (televisieserie) – Cipier (afl. Rumpole and the Learned Friends, 1978)
- Angels (televisieserie) – Rol onbekend (afl. Branching Out, 1978)
- Sweeney 2 (1978) – Haughton
- Headmaster (televisieserie) – Rol onbekend (afl. Allowances, 1977)
- Trial by Combat (1976) – Rol onbekend
- The Sweeney (televisieserie) – Ernie Davies (afl. Trap, 1975)
- The Land That Time Forgot (1975) – Schwartz
- The Main Chance (televisieserie) – Sammy Beddowes (afl. When There's No Law, 1975)
- Confessions of a Window Cleaner (1974) – Tweede verhuizer
- Armchair 30 (televisieserie) – Hush Puppy (afl. Jesse James Story, 1973)
- New Scotland Yard (televisieserie) – Alfie (afl. Exchange Is No Robbery, 1973)
- Bowler (televisieserie) – Terry (afl. The Ides of March, 1973)
- Yellow Dog (1973) – Bertrum
- Softly Softly (televisieserie) – PC Drake (16 afl., 1971-1972)
- Adolf Hitler – My Part in His Downfall (1972) – MP Sergeant

- International Standard Name Identifier: 0000 0003 7198 1371
- Library of Congress Control Number: no2004036132
- MusicBrainz: b5422696-17c5-48e4-bf25-d81d655beb01
- Virtual International Authority File: 16931829
- WorldCat: E39PBJtGVhD7qVYvyQf4HMXGHC